# Uochi Toki (album)
Uochi Toki è il secondo album degli Uochi Toki, pubblicato dall'etichetta discografica Burp publications/MHM nel 2004.

## Il disco
L'album prosegue lungo la strada dell'esordio, portando il numero di tracce da 31 sino alla cifra record di 81. Le basi delle canzoni alternano elettronica minimale, sfuriate hardcore e qualche deviazione tribaleggiante (numero 10, numero 14, numero 19). La durata dei pezzi varia da pochi secondi fino ai 6'51" della settima traccia.

## Tracce
L'album è composto da 81 tracce senza titolo.